# Havensville, Kansas
Havensville là một thành phố thuộc quận Pottawatomie, tiểu bang Kansas, Hoa Kỳ. Năm 2010, dân số của xã này là 133 người.